# Phil Henderson
Phil Henderson (nacido el 17 de abril de 1968 en Chicago, Illinois y fallecido el 17 de febrero de 2013 en Filipinas) fue un jugador de baloncesto estadounidense que disputó cinco temporadas en la CBA. Con 1,93 metros de estatura, jugaba en la posición de escolta.

## Trayectoria deportiva

### Universidad
Tras haber disputado el prestigioso McDonald's All-American Game, jugó durante 4 temporadas con los Blue Devils de la Universidad de Duke, en las que promedió 12,1 puntos y 2,9 rebores por partido. Fue incluido en el segundo mejor quinteto de la Atlantic Coast Conference en 1990.

### Profesional
Fue elegido en la cuadragésimo novena posición del Draft de la NBA de 1990 por Dallas Mavericks, pero desarrolló toda su carrera en la CBA.
Falleció en Filipinas en 2013 a consecuencia de un fallo cardíaco.